# Станиславський Олександр Олександрович
Станиславський Олександр Олександрович (нар. 1965) — український радіоастроном, співробітник Радіоастрономічного інституту НАНУ, лауреат Державної премії України (2018).

## Біографія
Народився в Мурманську 1 січня 1965 року. 1987 року закінчив Харківський інститут радіоелектроніки. Також є випускником кафедри космічної радіофізики Харківського національного університету імені В. Н. Каразіна.
1995 року в Інституті монокристалів НАНУ захистив кандидатську дисертацію "Проблеми перенормування в квантовій електродинаміці білокальних полів".
2010 року захистив дисертацію доктора фізико-математичних наук зі спеціальності "теоретична фізика".
Працює у відділі декаметрової радіоастрономії Радіоастрономічного інституту НАНУ (в 2006-2010 - старший науковий співробітник, в 2010-2020 і знову з 2022 - провідний науковий співробітник). Є членом вченої ради Радіоастрономічного інституту.
Під час оборони Харкова 2022 року продовжував роботу над статтєю про залишок наднової зорі Кассіопея А на основі спостережень на рідіоінтерферометрі ГУРТ, яка була опублікувана в журналі Astronomy and Astrophysics в березні 2023 року.

## Відзнаки
- 2018 — Державна премія України в галузі науки і техніки за цикл робіт «Радіовипромінювання Всесвіту на декаметрових хвилях» (спільно з 7 співавторами)[2].